# Kohen
|  | Sammenskrivningsforslag Artiklen Kohanitterne er foreslået føjet ind i Kohen. (Siden august 2016) Diskutér forslaget |

En Kohen (hebraisk: כֹּהֵן, 'præst', pl. כוהנים, Kohanim) er en jøde, der, gennem sin slægtslinje af fædre, er direkte efterkommer af den bibelske Aaron.
Navnet Kohen er brugt i Torahen til at referere til præster, både jødiske og ikke-jødiske, såvel som til den jødiske nation som helhed. Da templet i Jerusalem stadig stod, udførte kohanim specifikke pligter.
I dag har kohanim en mindre, men, på sin vis, stadig særskilt status inden for jødedommen og forbliver, i ortodoks jødedom, bundet af ekstra love.